# 1835
| 1835                                |
| ----------------------------------- |
| Dødsfald - Fødsler                  |
| • Begivenheder • Litteratur • Musik |

| Gregoriansk kalender | 1835 MDCCCXXXV          |
| Ab urbe condita      | 2588                    |
| Armensk kalender     | 1284 ԹՎ ՌՄՁԴ            |
| Kinesiske kalender   | 4531 – 4532 甲午 – 乙未 |
| Etiopisk kalender    | 1827 – 1828             |
| Jødisk kalender      | 5595 – 5596             |
| Hindukalendere       |                         |
| - Vikram Samvat      | 1890 – 1891             |
| - Shaka Samvat       | 1757 – 1758             |
| - Kali Yuga          | 4936 – 4937             |
| Iransk kalender      | 1213 – 1214             |
| Islamisk kalender    | 1251 – 1252             |

Konge i Danmark: Frederik 6. 1808-1839
Se også 1835 (tal)

## Begivenheder

### Februar
- 1. februar – Folketælling i Hertugdømmerne

### Marts
- 14. marts – Selskabet for Trykkefrihedens rette Brug stiftes af De Nationalliberale i København Det ophørte 1848 med Grundlovens indførelse

### Maj
- 5. maj - i Belgien åbner den første jernbane på det europæiske kontinent mellem Bruxelles og Mechelen.
- 6. maj - New York Herald udkommer
- 8. maj - H.C. Andersen udgiver sin første eventyrsamling

### September
- 15. september - HMS Beagle med Charles Darwin om bord når Galápagosøerne i Stillehavet

### Udateret
- De første Rådgivende provinsialstænderforsamlinger i Roskilde og Itzehoe træder sammen.

## Født
- H.C. Andersen, 1835.8. februar – Vilhelm Bergsøe, dansk forfatter og zoolog.
- 9. oktober – Camille Saint-Saëns, fransk komponist. Dør i 1921.
- 30. november – Mark Twain, (pseudonym for Samuel Langhorne Clemens) amerikansk forfatter, han dør i 1910.

## Dødsfald
- 2. marts – Frans 2. (Tysk-romerske rige)
- 29. september - Frederik Christian Riisbrigh, dansk søofficer (født 1754).